# جهان وارکرفت: نهضت سوزان
دنیای وارکرفت: جنگ‌های صلیبی سوزان (انگلیسی: World of Warcraft: The Burning Crusade) عنوان نخستین بسته الحاقی برای بازی ویدئویی نقش‌آفرینی بر خط چندنفره گسترده دنیای وارکرفت است که توسط بلیزارد انترتینمنت در سال ۲۰۰۷ در پلت‌فرم‌های مایکروسافت ویندوز و اواس ده منتشر شده‌است. در این بازی تغییرات زیادی شامل: قاره اوتلند، دو نژاد جدید به نام اِلف‌های خون برای هورد، و درانآی برای متحدین به روند بازی اضافه شده‌است؛ و همچنین دو شغل افسونگری و پیشه گوهر سازی در این نسخه اضافه شدند.